# Kurzelów (gromada)
Kurzelów – dawna gromada, czyli najmniejsza jednostka podziału terytorialnego Polskiej Rzeczypospolitej Ludowej w latach 1954–1972.
Gromady, z gromadzkimi radami narodowymi (GRN) jako organami władzy najniższego stopnia na wsi, funkcjonowały od reformy reorganizującej administrację wiejską przeprowadzonej jesienią 1954 do momentu ich zniesienia z dniem 1 stycznia 1973, tym samym wypierając organizację gminną w latach 1954–1972.
Gromadę Kurzelów z siedzibą GRN w Kurzelowie utworzono – jako jedną z 8759 gromad na obszarze Polski – w powiecie włoszczowskim w woj. kieleckim, na mocy uchwały nr 13l/54 WRN w Kielcach z dnia 29 września 1954. W skład jednostki weszły obszary dotychczasowych gromad Kurzelów, Komparzów, Jeżowice i Danków Duży ze zniesionej gminy Kurzelów w tymże powiecie. Dla gromady ustalono 25 członków gromadzkiej rady narodowej.
1 stycznia 1958 do gromady Kurzelów przyłączono wieś Gościęcin, osadę młyńską Zwlecze, wieś Silpia Duża, wieś Silpia Mała i przysiółek Studzianki Silpskie z gromady Maluszyn w powiecie radomszczańskim w woj. łódzkim.
31 grudnia 1959 do gromady Kurzelów przyłączono przysiółek Mchowie ze zniesionej gromady Międzylesie.
Gromada przetrwała do końca 1972 roku, czyli do kolejnej reformy gminnej.